# Lotarev D-36
L'Ivchenko-Progress D-36, precedentemente noto anche come Lotarev D-36, è un turbofan ad alto rapporto di bypass, il primo di questo tipo sviluppato in Unione Sovietica, sviluppato dall’OKB 478 e prodotto dall’ucraina Motor Sich.

## Storia
Il motore, progettato da Vladimir Lotarev, è stato sviluppato negli anni ’70 per equipaggiare gli Yakovlev Yak-42, gli Antonov An-72 e An-74. I voli di prova del nuovo motore iniziarono nel 1974 e nel 1977 venne avviata la produzione di serie. Nel 2002 è entrata in produzione la serie 4A, pensata appositamente per essere installata in posizione convenzionale sotto l’ala degli An-74TK-300.
Dal D-36 sono stati sviluppati il turboalbero D-136, i propfan D-236 e D-27 e il turbofan D-436 oltre che la turbina industriale D-336.

## Tecnica
Il D-36 è un turbofan ad alto rapporto di bypass a tre alberi.
Il fan è composto da 29 palette in titanio ed è mosso da una turbina a 3 stadi, il compressore di bassa pressione è costituito da 6 stadi con palette in titanio sul rotore e in acciaio sullo statore e il compressore di alta pressione da 7 stadi con palette in acciaio; i compressori sono mossi ciascuno da una turbina monostadio. All’ingresso di ciascun compressore sono collocate delle inlet guide vanes. La camera di combustione è anulare con 24 punti di fiamma e 2 iniettori.
I D-36-1 non dispongono di inversori di spinta, che vennero introdotti nella versione 1A posizionati in prossimità degli ugelli mentre nella versione 4A sono integrati nel motore.

## Versioni
- D-36 Serie 1: versione iniziale prodotta per lo Yak-42.
- D-36 Serie 1A/-2A/3A: versione prodotta per gli Antonov An-72 e An-74.
- D-36 Series 4A: versione destinata agli An-74TK-300 installata in posizione convenzionale sotto l'ala.

## Caratteristiche
|                                          | D-36-1                               | D-36-1A/2A/3A                        | D-36-4A                              |
| ---------------------------------------- | ------------------------------------ | ------------------------------------ | ------------------------------------ |
| Compressore                              | 1 fan, 6 stadi LP, 7 stadi HP        | 1 fan, 6 stadi LP, 7 stadi HP        | 1 fan, 6 stadi LP, 7 stadi HP        |
| Stadi della turbina                      | 1 stadio HP, 1 stadio IP, 3 stadi LP | 1 stadio HP, 1 stadio IP, 3 stadi LP | 1 stadio HP, 1 stadio IP, 3 stadi LP |
| Diametro del fan                         | 1 333 mm                             | 1 333 mm                             | 1 333 mm                             |
| Lunghezza                                | 3 930 mm                             | 3 192 mm                             | 3 732,5mm                            |
| Massa a vuoto                            | 1 124 kg                             | 1 124 kg                             | 1 130                                |
| BPR                                      | 5,6                                  | 5,6                                  | 5,6                                  |
| Rapporto di compressione del compressore | 20                                   | 20                                   | 20                                   |
| Spinta al decollo                        | 63,76 kN                             | 63,76 kN                             | 63,76 kN                             |
| Applicazioni                             | Yakovlev Yak-42                      | Antonov An-72 Antonov An-74          | Antonov An-74TK-300                  |